# Lament (Riverside)
Lament è un singolo del gruppo musicale polacco Riverside, pubblicato il 21 settembre 2018 come terzo estratto dal settimo album in studio Wasteland.

## Descrizione
Quinta traccia dell'album, il brano presenta la partecipazione del violinista Michał Jelonek ed è caratterizzata da un'introduzione folk che culmina in un ritornello e finale pesante.

## Video musicale
Contrariamente ai due singoli precedenti tratti dall'album, per Lament è stato realizzato un video diretto da Tomasz Pulsakowski e filmato in Repubblica Ceca.

## Tracce
Testi e musiche di Mariusz Duda.
1. Lament – 6:09

## Formazione
Gruppo
- Mariusz Duda – voce, chitarra acustica, chitarra elettrica, basso, piccolo bass, banjo
- Piotr Kozieradzki – batteria
- Michał Łapaj – tastiera, organo Hammond

Altri musicisti
- Michał Jelonek – violino

Produzione
- Mariusz Duda – produzione
- Magda Srzedniccy – produzione, registrazione, missaggio, mastering
- Robert Srzedniccy – produzione, registrazione, missaggio, mastering
- Pawel "Janos" Grabowski – registrazione batteria